# Thassilo von Scheffer
Thassilo von Scheffer (* 1. Juli 1873 in Preußisch Stargard; † 27. November 1951 in Berlin) war ein deutscher Dichter, der insbesondere durch seine Übersetzungen antiker griechischer Dichtung (u. a. Homers) bekannt geworden ist.
Er studierte an den Universitäten in Straßburg, Königsberg und Freiburg i. Br. und wurde 1900 zum Dr. phil. promoviert. Danach lebte er als freier Schriftsteller in München, Berlin und Rom.

## Werke in Übertragungen und Herausgaben (Auswahl)
- Die Eleusinien (1898)
- Die römischen Götter- und Heldensagen (1900)
- Die Argonauten (des Apollonios von Rhodos)
- Moderner Cicerone. Rom. III (1903)
- Moderner Cicerone. Neapel (1909)
- Moderner Cicerone. Rom. I./II. (1910)
- Homers Ilias (1913)
- Aus den Gedichten Friedrichs des Großen (1913)
- Aristophanes, nach Ludwig Seeger neu herausgegeben (1913)
- Homers Odyssee (1918)
- Die homerische Philosophie (1921)
- Aus den "Colloqui" des Guido Gozzano (1922)
- Philosophie der Ehe (1922)
- Homer und seine Zeit (1925)
- Die vier ersten Sonette und die erste Liebe des Lorenzo de Medici, zusammen mit H. Hefele (1925)
- Philosophische Schriften von Seneca, nach der Übersetzung von J. M. Moser neu hrsg. (I./II. 1925)
- Die Dionysiaka des Nonnos, I.1925/ II.1933
- Die homerischen Götterhymnen (1927)
- Griechische Heldensagen (1930)
- Germanische Göttersagen (1931)
- Die griechische Plastik des V. Jahrhunderts v. Chr.
- Homers Ilias und Odyssee (neubearbeitet) (1938)
- Die Kultur der Griechen (London, 1938)
- Hesiods Werke (1938)
- Die Legenden der Sterne im Umkreis der antiken Welt (1939)
- Hellenische Mysterien und Orakel. Sammlung Völkerglaube (1940)
- Vergils Aeneïs (1942)
- Ovids Metamorphosen (1948)

## Eigene Gedichte
- Stufen, München 1896
- Seltene Stunden, München 1898
- Neue Gedichte, München 1907
- Die Kyprien (1934)
- Die Gedichte, Berlin 1939